# Tarasivka, Zvenîhorodka
Tarasivka (în ucraineană Тарасівка) este o comună în raionul Zvenîhorodka, regiunea Cerkasî, Ucraina, formată numai din satul de reședință.

## Demografie
Componența lingvistică a comunei Tarasivka
     Ucraineană (97,25%)
     Rusă (2,49%)
     Alte limbi (0,18%)
Conform recensământului din 2001, majoritatea populației comunei Tarasivka era vorbitoare de ucraineană (97,25%), existând în minoritate și vorbitori de rusă (2,49%).